# 軽羹

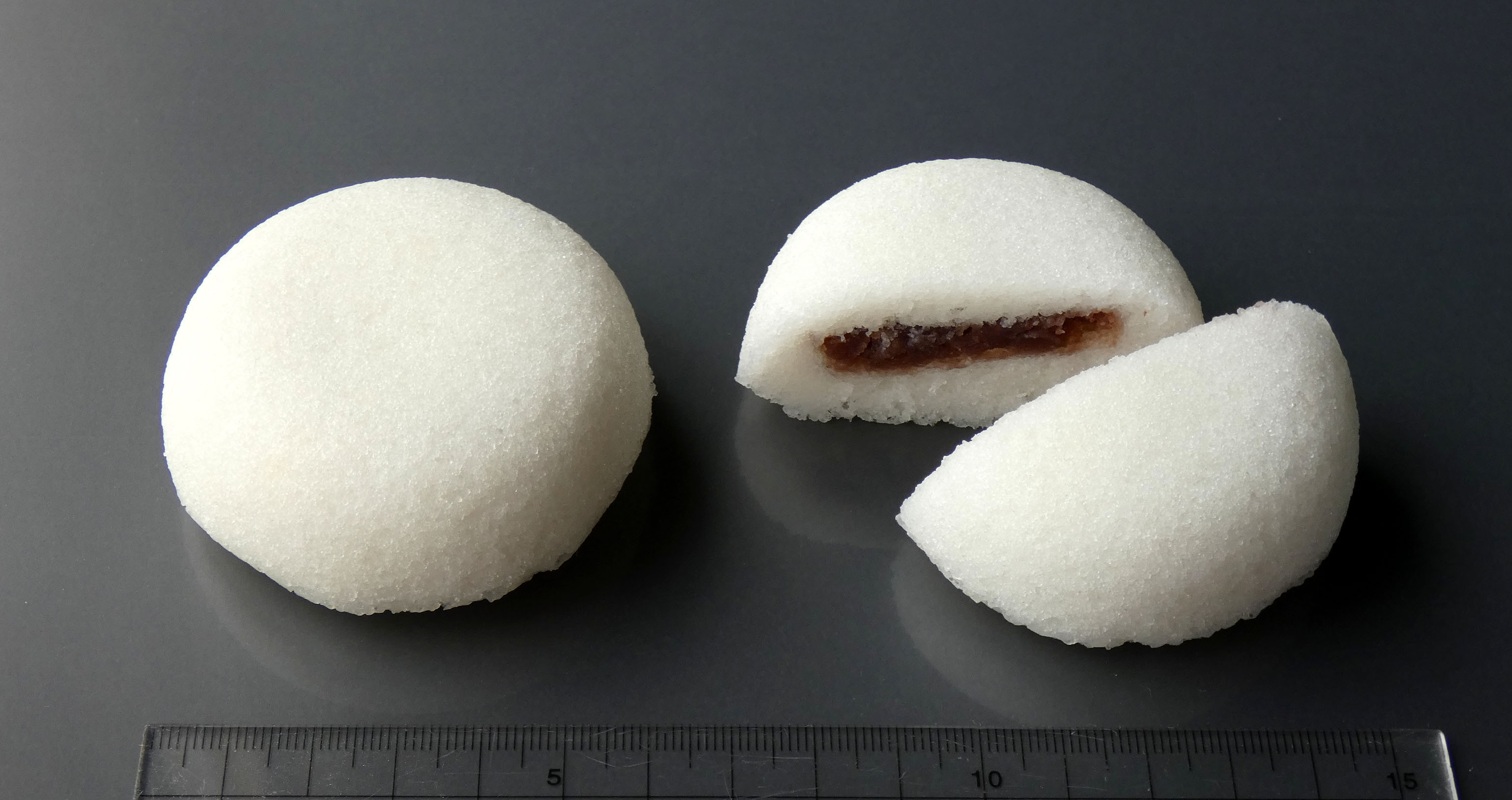
かるかん饅頭

軽羹（かるかん）は、鹿児島県をはじめとする九州・沖縄地方特産の和菓子である。
名前の由来には諸説があるが、「軽い羹」という意味であるともされる。本来はういろうなどと同じく棹菓子であるが、近年は饅頭状として、中に餡を仕込んだ「かるかんまんじゅう（軽羹饅頭）」の方がより一般的になっている。

## 製法
原料として、砂糖や、かるかん粉、山芋や水を用いる。重量比は、6対5対4対3 程度。
かるかん粉は米粉の一種で、うるち米を水洗いして一度乾燥させ、ひびが入った状態にしてから粗く挽いた粉で、鹿児島県内を中心とした数社で製粉され、市販もされている。
山芋については、ナガイモなどよりも自然薯（ヤマノイモ）が適しているとされる。このため原料となる自然薯が不作の年には、値上げを余儀なくされたり生産そのものが困難になる場合がある。材料不足、粘度不足の場合、卵白を加え入れる例もある。
山芋は皮を剥いてすりおろし、水を少し加えて、ゆるい液にする。これに砂糖を加え、徐々に残りの水を加えながら混ぜて均一にする。最後にかるかん粉を加え入れて混ぜる。
混ぜた生地を薄い容器に入れて20分以上蒸し、弾力性の有る白色の半スポンジ様に仕上げたのが軽羹である。食べる時には切り分ける。一般的な市販の軽羹は、水分が約40%、糖度は約40%、気孔率が約1.3cm3/gとなっている。
中に小豆餡を包んで丸く成型して蒸し、かるかん饅頭にする場合は、水を減らしてやや硬い生地とし、こねるようにして混ぜておく。

## 歴史
軽羹は貞享3年（1686年）から正徳5年（1715年）ごろに薩摩藩で誕生したとみられ、正徳5年の藩主用の献立には、羊羹などとともに軽羹の記載がある。薩摩藩で軽羹が成立した要因としては、原料の山芋が藩内のシラス台地で自生し、琉球や奄美群島で生産される砂糖も入手しやすかったことなどが挙げられる。一方で近世の砂糖は高級品であり、天明6年（1786年）に菓子類の値下げが発令された頃には、軽羹1箱は日本酒1斗と同程度の価格だった。その後、享和元年（1801年）の御船奉行の食事の記録にも軽羹の名が出ている。
なお、20世紀後半までは、島津斉彬が江戸から招聘した明石出身の菓子職人八島六兵衛によって安政元年（1854年）に軽羹が考案されたという説が一般的だった。軽羹の誕生が安政以前に遡ることは明らかになったものの、誕生当時の軽羹がどのような品質のものであったかについては記録がなく、八島六兵衛は軽羹に何らかの改良を加えたのではないかとする説もある。八島六兵衛が出身地を店名として創業したのが、現在も続く菓子舗の明石屋である。
現在では、鹿児島県内の多数の菓子舗で作られているほか、家庭でも作られている。また、宮崎県でも鹿児島県産の軽羹が広く販売されるとともに、県内でも製造されている。さらに、大分県別府市の菓子舗でも昭和27年（1952年）以来、軽羹が製造・販売されており、別府を代表する銘菓となっている。福岡県や熊本県などにも軽羹を製造・販売しているメーカーがある。最近は関東や関西でも生菓子の一種類として使われるようになっている。
また、近年では沖縄県の沖縄本島でも複数の菓子メーカーが軽羹を製造・販売しており、鹿児島県の軽羹と比較すると紅色に着色されているものが多く、比較的ボリュームがあり、餡の無い生地部分が分厚いのが特徴となっている。

## 類似の郷土菓子
鹿児島県にはふくれ菓子や「ふくりかん」などと言われる黒砂糖や小麦粉や重曹を用いた一種の蒸しパンがあり、軽羹を参考にしたとも言われる。
奄美群島の沖永良部島にはゆきみし（行き飯）という、類似の慶弔用棹菓子があるが、こちらはうるち米の粉と餅米の粉を混ぜて使い、小粒の黒砂糖を混ぜ込んで蒸し、斑模様ができるようにする。